# Bangerz
Bangerz (с англ. «Фейерверки») — четвёртый студийный альбом американской певицы Майли Сайрус. Выпущен 8 октября 2013 года на лейбле RCA Records. Альбом знаменует возвращение певицы на сцену после выхода предыдущего альбома Can’t Be Tamed в 2010 году. Диск возглавил альбомный чарт США в пятый раз в карьере певицы. Лид-синглом стала песня «We Can’t Stop», релиз которой состоялся 3 июня 2013 года. Вторым синглом c альбома «Bangerz» стала песня «Wrecking Ball», который вышел 24 августа и затем поднялся на первое место в американском хит-параде Billboard Hot 100, став первым чарттоппером Сайрус. Продюсером был Доктор Люк.
На 57-й церемонии «Грэмми» альбом был номинирован в категории Лучший вокальный поп-альбом.

## Об альбоме
В январе 2013 года Майли Сайрус подписала контракт со звукозаписывающей компанией RCA Records. В марте она подтвердила, что её четвёртый студийный альбом будет выпущен к концу 2013 года. 6 августа после того, как на страницу Майли в Twitterе подписалось 13 миллионов человек, она написала, что альбом будет называться Bangerz.
Предзаказ альбома можно было сделать с 25 августа 2013 года. Релиз альбома состоялся 4 октября 2013 года. Сайт PopCrush назвал альбом «Bangerz» захватывающим поп-взрывом. Бешеное слияние грязного хип-хопа, легкого кантри и взрывного поп жанра помогло певице добиться максимального успеха. Альбом получил 4 звезды из 4 возможных от PopCrush.
Альбом «Bangerz» поднялся на 100 позиций вверх, и занял 10-ю позицию в чарте iTunes UK Albums.
Альбом Майли Сайрус «Bangerz» продали 400 000 копии в первую неделю, что и делает его № 1 в чарте World United !
В рамках радио-тура Сайрус провела закрытую вечеринку, на которой выступила с песнями из нового альбома.
Bangerz издан в двух вариантах — обычная версия и Deluxe. В стандартном издании 13 треков, а в Deluxe — 16. В стандартную версию альбома вошло 13 песен, среди которых «SMS», записанная совместно с Бритни Спирс, «4x4» с Nelly, «Love Money Party» c Биг Шоном и «FU» с Френч Монтана. Deluxe издание альбома «Bangerz» издано с 5 обложками сразу. Они были выложены журналами и интернет-изданиями Rolling Stone, LOVE, V Magazine и PopCrush. Майли подтвердила, что она является автором или соавтором 10 из 13 песен на «Bangerz». Как говорилось в СМИ ранее, Майли Сайрус собирается отправиться в тур в поддержку своего альбома, в начале 2014 года. Стало известно, что премьера документального фильма Майли от канала «MTV» состоится 2 октября. Это подтвердила сама певица под своим аккаунтом. В видео-работе покажут процесс записи нового альбома.
Майли Сайрус подтвердила выход новой песни «Wrecking Ball», релиз которой ожидается позже в этом году на Sony Music Entertainment / Kemosabe / RCA Records. Трек был написан в соавторстве с певицей Maureen «Mozella» McDonald, которая сотрудничала с Ферги, Мирандой Косгроув и Хейли Рэйнхарт. Песня спродюсирована Сашей Скарбек, который известен продюсированием таких популярных треков, как «Without You» Ланы Дель Рей, «Beautiful Mess» Джейсона Мраза и «You Ain’t Seen Nothin’ Yet» Лизы Мари Пресли (дочь певца Элвиса Пресли). Как сообщается, продюсер Фаррелл Уильямс тоже принимает участие в создании диска. Официально подтверждено сотрудничество двух поп-див — Майли Сайрус и Бритни Спирс, которые запишут совместную песню «SMS (Bangerz)».

## Признание
| Совокупная оценка    | Совокупная оценка |
| Источник             | Оценка            |
| -------------------- | ----------------- |
| Metacritic           | 61/100            |
| Оценки критиков      |                   |
| Источник             | Оценка            |
| Billboard            | 70/100            |
| Daily News           | [ 6 ]             |
| Entertainment Weekly | A-                |
| Fact                 | [ 8 ]             |
| The Guardian         | [ 9 ]             |
| Los Angeles Times    | [ 10 ]            |
| The Observer         | [ 11 ]            |
| Rolling Stone        | [ 12 ]            |
| USA Today            | [ 13 ]            |
| Us Weekly            | [ 14 ]            |

В списке десяти лучших альбомов 2013 года, Ник Катуччи из журнала Entertainment Weekly поместил альбом Bangerz на третье место, отметив новый передовой рэп певицы, одухотворенный голос и эмоциональную прямоту. Газета The Guardian также включила Bangerz в свой итоговый список лучших альбомов (поместив его на № 34). Журнал Rolling Stone поместил Bangerz на 27-е место в своём списке 50 лучших дисков года. Энн Пауэрс из издания NPR присвоила альбому 10-е место в её списке, в то время как агентство Associated Press дало диску девятое итоговое место. Джои Гуэрра из газеты Houston Chronicle включил Bangerz в итоговый список лучших на 4-е место, назвазв его самым энергичным поп-альбомом, журнал FACT Magazine дал Bangerz позицию № 49 в списке 50 лучших альбомов 2013 года.
Журнал Billboard поместил Bangerz на 91-е место в списке 100 самых популярных альбомов десятилетия 2010-х годов, отметив, что «с релизом этого альбома Сайрус взяла под контроль свою публичную персону, удивляя не столько её провокационными выходками, сколько её постоянной художественной эволюцией». Издание Consequence of Sound разместило Bangerz на 20-м месте в своём списке 25 лучших поп-альбомов десятилетия 2010-х годов.

### Награды и номинации
| Год  | Организация            | Награда              | Результат |
| ---- | ---------------------- | -------------------- | --------- |
| 2014 | People's Choice Awards | Favorite Album       | Номинация |
| 2014 | World Music Awards     | World’s Best Album   | Номинация |
| 2015 | Grammy Awards          | Best Pop Vocal Album | Номинация |

### Годовые итоговые списки
| Публикация           | Список                                | Ранг | Ссылка |
| -------------------- | ------------------------------------- | ---- | ------ |
| Amazon               | Amazon’s 100 Best Albums of 2013      | 18   | [ 24 ] |
| Associated Press     | Top 10 Albums of the Year             | 9    | [ 19 ] |
| Entertainment Weekly | 10 Best Albums of 2013                | 3    | [ 15 ] |
| FACT Magazine        | 50 Best Albums of 2013                | 49   | [ 21 ] |
| The Guardian         | Best Albums of 2013                   | 34   | [ 16 ] |
| Houston Chronicle    | Best Albums of 2013                   | 4    | [ 20 ] |
| NPR                  | Ann Powers' Top 10 Albums of 2013     | 10   | [ 18 ] |
| Rolling Stone        | 50 Best Albums of 2013                | 27   | [ 17 ] |
| Rolling Stone        | Rob Sheffield’s Top 20 Albums of 2013 | 4    | [ 25 ] |

### Итоговые списки
| Публикация           | Список                                       | Ранг | Ссылка |
| -------------------- | -------------------------------------------- | ---- | ------ |
| Billboard            | Billboard’s 100 Greatest Albums of the 2010s | 91   | [ 22 ] |
| Consequence of Sound | Top 25 Pop Albums of the 2010s               | 20   | [ 23 ] |

## Список композиций
| №   | Название                               | Автор(ы) | Продюсер(ы)                                   | Длительность |
| --- | -------------------------------------- | --- | --------------------------------------------- | ------------ |
| 1.  | «Adore You»                            | Stacy Barthe, Oren Yoel                                                                                                  | Yoel                                          | 4:38         |
| 2.  | «We Can’t Stop»                        | Michael L. Williams II, Pierre Ramon Slaughter, Timothy Thomas, Theron Thomas, Miley Cyrus, Douglas Davis, Ricky Walters | Mike Will Made-It, P-Nasty, Rock City         | 3:51         |
| 3.  | «SMS (Bangerz)» (feat. Britney Spears) | Williams II, Marquel Middlebrooks, Sean Garrett, Cyrus                                                                   | Mike Will Made-It, Marz                       | 2:49         |
| 4.  | «4х4» (feat. Nelly)                    | Pharrell Williams, Cornell Hayes Jr., Cyrus                                                                              | Williams                                      | 3:11         |
| 5.  | «My Darlin'» (feat. Future)            | Williams II, Slaughter, Nayvadius Wilburn, Jeremih Felton, Cyrus, Jerry Leiber, Mike Stoller, Ben E. King                | Mike Will Made-It, P-Nasty, Tyler Sam Johnson | 4:03         |
| 6.  | «Wrecking Ball»                        | Lukasz Gottwald, Maureen "Mozella" McDonald, Stephan Moccio, Sacha Skarbek, Nehry Walter                                 | Dr. Luke, Cirkut                              | 3:41         |
| 7.  | «Love Money Party» (feat. Big Sean)    | Williams II, Middlebrooks, Sean Anderson, Garrett, Cyrus                                                                 | Mike Will Made-It, Marz                       | 3:39         |
| 8.  | «#GETITRIGHT»                          | Williams | Williams                                      | 4:24         |
| 9.  | «Drive»                                | Williams II, Slaughter, Samuel Jean, Cyrus                                                                               | Mike Will Made-It, P-Nasty                    | 4:15         |
| 10. | «FU» (feat. French Montana )           | Rami Samir Afuni, McDonald, Cyrus, Karim Kharbouch                                                                       | Afuni                                         | 3:51         |
| 11. | «Do My Thang»                          | Cyrus, William Adams, Michael McHenry, Ryan "DJ Replay" Buendia, Kyle Edwards, Jean-Baptiste                             | McHenry, Edwards, will.i.am                   | 3:45         |
| 12. | «Maybe You're Right»                   | Williams II, Slaughter, Camaron Ochs, John Shanks, Johnson, Cyrus                                                        | Mike Will Made-It, P-Nasty                    | 3:33         |
| 13. | «Someone Else»                         | Williams II, Slaughter, Timothy Thomas, Theron Thomas, Cyrus, McDonald                                                   | Mike Will Made-It, P-Nasty                    | 4:48         |

| №   | Название                            | Автор(ы)                                                              | Продюсер(ы)                | Длительность |
| --- | ----------------------------------- | --------------------------------------------------------------------- | -------------------------- | ------------ |
| 14. | «Rooting For My Baby»               | Williams, Cyrus                                                       | Williams                   | 3:20         |
| 15. | «On My Own»                         | Williams                                                              | Williams                   | 3:52         |
| 16. | «Hands in the Air» (feat. Ludacris) | Williams II, Slaughter, Jean, Asia Bryant, Cyrus, Christopher Bridges | Mike Will Made-It, P-Nasty | 3:22         |

### Синглы
Первый сингл Майли Сайрус из её четвёртого альбома — песня «We Can’t Stop». Она была выпущена как первый сингл из альбома Bangerz 3 июня 2013 года. Песня получила смешанные отзывы от музыкальных критиков, которые двойственно отнеслись к постановке и словам. Трек достиг второго места в американском Billboard Hot 100, что можно сравнить с успехом песни «Party in the U.S.A.». Продюсером трека выступил Mike Will Made It. Американская рэперша Кайя, наиболее известная по вульгарному хиту «My Neck, My Back (Lick It)», записала ремикс к этой песне.
Вторым синглом Майли Сайрус стала песня под названием «Wrecking Ball». Продюсером трека выступил Доктор Люк (Dr. Luke). Майли Сайрус представила превью песни «Wrecking Ball» на закрытой вечеринке iHeartRadio. Релиз сингла состоялся 24 августа 2013 года. Клип на песню «Wrecking Ball» вышел 9 сентября. Трек возглавил главный американский чарт Billboard Hot 100 на четвёртой неделе и позднее (в декабре) стал первым за всю историю американского хит-парада хитом, которому удалось вернуться на первое место спустя 9 недель (пока там на № 1 всё это время был хит «Royals» новозеландской исполнительницы Lorde).
Третьим синглом Майли Сайрус стала песня под названием «Adore You». Релиз сингла состоялся 17 декабря 2013 года. Клип на песню «Adore You» вышел 26 декабря 2013 года.

### Видеоклипы
Первый видеоклип на песню «We Can’t Stop» был выпущен 19 июня 2013 года. Клип получил много критики в свой адрес.
Второй видеоклип на песню «Wrecking Ball» был выпущен 9 сентября. Режиссёром клипа стал фешн-фотограф Терри Ричардсон.
Третий видеоклип на песню «Adore You» был выпущен 26 декабря 2013 года.

## Чарты
| Чарт (2013)                         | Высшая позиция |
| ----------------------------------- | -------------- |
| Австралия (ARIA)                    | 1              |
| Австрия (Ö3 Austria)                | 4              |
| Аргентина (CAPIF)                   | 1              |
| Бразилия (ABPD)                     | 1              |
| Бельгия/Фландрия (Ultratop)         | 5              |
| Бельгия/Валлония (Ultratop)         | 11             |
| Канада (Canadian Albums Chart)      | 1              |
| Дания (Hitlisten)                   | 3              |
| Нидерланды (Album Top 100)          | 6              |
| Норвегия (VG-lista)                 | 1              |
| Финляндия (Suomen virallinen lista) | 23             |
| Франция (SNEP)                      | 9              |
| Германия (Offizielle Top 100)       | 9              |
| Греция (IFPI)                       | 5              |
| Венгрия (MAHASZ)                    | 8              |
| Ирландия (IRMA)                     | 1              |
| Италия (Classifica album)           | 3              |
| Япония (Oricon)                     | 24             |
| Республика Корея (Circle)           | 21             |
| Мексика (Top 100 Mexico)            | 3              |
| Новая Зеландия (RMNZ)               | 2              |
| Норвегия (VG-lista)                 | 1              |
| Польша (ZPAV)                       | 20             |
| Португалия (AFP)                    | 4              |
| Испания (PROMUSICAE)                | 2              |
| Швеция (Sverigetopplistan)          | 4              |
| Швейцария (Schweizer Hitparade)     | 7              |
| Шотландия (Scottish Albums Chart)   | 1              |
| Великобритания (UK Albums Chart)    | 1              |
| США (Billboard 200)                 | 1              |

| Чарт (2013)                 | Позиция |
| --------------------------- | ------- |
| Австралия (ARIA)            | 64      |
| Бельгия (Ultratop Flanders) | 100     |
| Бельгия (Ultratop Wallonia) | 161     |
| Канада (Billboard)          | 32      |
| Италия (FIMI)               | 86      |
| Мексика                     | 47      |
| Испания (PROMUSICAE)        | 35      |
| Швеция (Sverigetopplistan)  | 30      |
| Великобритания (OCC)        | 71      |
| США (Billboard 200)         | 51      |

| Чарт (2014)                 | Позиция |
| --------------------------- | ------- |
| Бельгия (Ultratop Flanders) | 142     |
| Бельгия (Ultratop Wallonia) | 175     |
| Канада (Billboard)          | 44      |
| Швеция (Sverigetopplistan)  | 37      |
| США (Billboard 200)         | 23      |

| Чарт (2010—2019)    | Позиция |
| ------------------- | ------- |
| США (Billboard 200) | 108     |

## Сертификации
| Регион | Сертификация  | Продажи   |
| --- | ------------- | --------- |
| Австралия (ARIA) | Платиновый    | 70 000^   |
| Австрия (IFPI Austria) | Золотой       | 7500*     |
| Канада (Music Canada) | 2× Платиновый | 160 000   |
| Дания (IFPI Danmark) | Золотой       | 10,000    |
| Италия (FIMI) | Золотой       | 25 000    |
| Мексика (AMPROFON) | 3× Платиновый | 180 000^  |
| Норвегия (IFPI Norway) | Золотой       | 15 000*   |
| Польша (ZPAV) | Платиновый    | 20 000*   |
| Испания (PROMUSICAE) | Золотой       | 20 000    |
| Швеция (GLF) | Платиновый    | 40 000    |
| Великобритания (BPI) | Золотой       | 100 000*  |
| США (RIAA) | 3× Платиновый | 3 000 000 |
| * Данные о продажах приведены только на основе сертификации. · ^ Данные о тиражах приведены только на основе сертификации. · Данные о продажах + прослушиваниях приведены только на основе сертификации. |               |           |

## История выпусков
| Страна         | Дата           |
| -------------- | -------------- |
| Германия       | 4 Октября 2013 |
| Великобритания | 7 Октября 2013 |
| США, Россия    | 8 Октября 2013 |